# Рудолф-Кристоф фон Герсдорф
Рудолф-Кристоф фон Герсдорф (на немски: Rudolf Christoph von Gersdorff) е германски генерал-майор от Вермахта, участвал в опита за убийство на фюрера Адолф Хитлер от 20 юли 1944 г.

## Биография
Герсдорф е роден през 1905 г. в силезийския град Любен. Той е втори син на капитана, който по-късно става генерал-майор, барон Ернст фон Герсдорф (1864 – 1926) и съпругата му Кристин (1880 – 1944).
Военната му кариера започва през 1923 г. в кавалерийски полк, а през 1933 г. е полкови адютант в Бреслау. В Райхсвера той е офицер, а във Вермахта бива повишен в генерал-майор.
През 1934 г. се жени за Рената Кракер (1913 – 1942), наследница на силезийска индустриална династия. Двамата имат дъщеря. След смъртта на Рената той се жени отново през 1953 г. за Мари-Ева фон Валденбург (1925 – 1986). От този брак Герсдорф няма деца.

### Участие във Втората световна война
В началото на полската кампания Герсдорф е третият офицер от Генералния щаб на 14-а армия, която след това е преименувана на 12-а и изпратена на Запад, за да вземе участие във френската кампания.
С помощта на братовчед му Фабиан фон Шлабрендорф, Герсдорф е преместен в Група армии „Б“, преименувана на 22 юни 1941 г. на Група армии „Център“, за да участва в операция Барбароса.
През април 1943 г. Герсдорф е сред представителите на Нацистка Германия, които откриват масовите гробове на над 4000 полски офицери, убити от съветското НКВД в Катинското клане.

### Опит за убийство на Хитлер
На 21 март 1943 г. Адолф Хитлер, Херман Гьоринг, Хайнрих Химлер и Вилхелм Кайтел трябва да посетят изложба на трофеи в музея за оръжие Zeughaus, което е чествано в деня на възпоменание на загинали във войните в Берлин.
Участниците в германската съпротива планират да извършат покушение срещу фюрера и неговия антураж. Рудолф-Кристоф фон Герсдорф, който е шеф на разузнаването, трябва да действа като ръководител. В съгласие с генерал-майор Хенинг фон Тресков, Герсдорф решава да пожертва себе си, скрил под дрехите две миниатюрни магнитни мини, които трябва да взриви в непосредствена близост до фюрера и неговото обкръжение. По това време Герсдорф е овдовял и вярва, че в този свят вече няма какво да губи. Въпреки това той иска да бъде сигурен, че саможертвата му има смисъл.
Въпреки това Хитлер остава на изложбата много по-малко време, отколкото се очаква, и атентатът пропада.
За новия опит за убийство на Хитлер, насрочен за 20 юли 1944 г., Герсдорф осигурява експлозиви и детонатори. Неговият съучастник, Весел Фрайтаг фон Лоринговен след провала на заговора се самоубива, без да издаде Герсдорф, който е един от малкото, които успяват да избегнат екзекуциите.

### В следвоенна Германия
Избягвайки преследване от Гестапо, Герсдорф от 1945 до 1947 г. е в американски плен. По време на разследването на военни престъпления той е свидетел. През 1946 г., когато се обмисля аферата Катин по време на процеса в Нюрнберг, са представени показанията на генерал-майор Рудолф-Кристоф фон Герсдорф.
През 1952 г., поради нарастване на броя на пътнотранспортните произшествия и инциденти, Рудолф-Кристоф фон Герсдорф инициира създаването на регистрирана в Хановер организация с нестопанска цел за спешна помощ, която той оглавява до 1963 г.
Спомените на Герсдорф са публикувани през 1979 г., като стават един от най-важните източници на информация за военно противопоставяне на режима на Хитлер.
За неуморна дейност през 1979 г. Герсдорф получава Федерален орден за заслуги на Западна Германия.
На церемония на 25 ноември 1981 г., Бундесвера кръщава на Герсдорф реновирана бивша белгийска казарма в Ойскирхен. В допълнение, в негова чест са кръстени улици в градовете Дортмунд, Реклингхаузен, Марл, Фюрстенвалде, Айген.